# Diferencialna topologija
Diferenciálna topologíja je matematična disciplina, ki obravnava diferenciabilne funkcije (preslikave) in diferenciabilne mnogoterosti. Je tesno povezana s sorodnim področjem, diferencialno geometrijo, skupaj pa predstavljata geometrijsko teorijo diferenciabilnih mnogoterosti. Diferencialna topologija raziskuje (globalne) geometrijske invariante brez metričnih ali simplektičnih form. 
Mnogoterost je topološki prostor, ki krajevno izgleda kot n-razsežni kartezični prostor {\displaystyle \mathbb {R} ^{n}\,}. Sestavljen je iz kosov {\displaystyle \mathbb {R} ^{n}\,}, zlepljenih med seboj s homeomorfizmi. Če so ti homeomorfizmi diferenciabilni, dobimo diferenciabilno mnogoterost.

## Opis in pregled
Diferencialna topologija obravnava značilnosti in strukture, ki za opredelitev zahtevajo le gladko strukturo na mnogoterosti. Gladke mnogoterosti so 'mehkejše' od mnogoterosti z dodatnimi geometrijskimi strukturami, katere so lahko ovire za določene vrste ekvivalenc in deformacij, ki obstajajo v diferencialni topologiji. Prostornina in riemannovska ukrivljenost sta na primer invarianti s katerima se lahko razločuje različne geometrijske strukture na isti gladki mnogoterosti, oziroma določene mnogoterosti je moč gladko »poravnati«, kar pa mogoče zahteva popačenje prostora in vpliv na ukrivljenost ali prostornino.
Gladke mnogoterosti so na drugi strani bolj toge od topoloških. Milnor je leta 1956 odkril, da imajo nekatere sfere več kot eno gladko strukturo (glej eksotična sfera in Donaldsonov izrek). Tedaj je osupnil topologe s konstrukcijo eksotične diferenciabilne strukture na 7-sferi, ki je gladka mnogoterost, homeomorfna, vendar ne difeomorfna {\displaystyle S^{7}\,}. Kervaire je obravnaval topološke mnogoterosti brez kakršnekoli gladke strukture. Nekatere konstrukcije teorije gladkih mnogoterosti, kot je npr. obstoj tangentnih svežnjev, se lahko izvedejo v topološkem smislu, nekatere pa ne.
Eden od glavnih predmetov v diferencialni topologiji je raziskovanje posebnih vrst gladkih preslikav med mnogoterostmi, potopitve (imerzije) in submerzije, ter preseki podmnogoterosti prek transverzalnosti. Še splošneje se raziskujejo značilnosti in invariante gladkih mnogoterosti, ki jih prenašajo difeomorfizmi, še ena posebna vrsta gladkih preslikav. Morseova teorija je samostojna veja diferencialne topologije, kjer se topološke informacije o mnogoterosti izvajajo iz sprememb v rangu jacobiana funkcije.

### Razvoj
Med intuitivne predhodnike in začetnike diferencialne topologije sodijo Betti, Riemann, Klein, Poincaré in von Dyck. Kot samostojno področje se je diferencialna topologija začela počasi razvijati v začetku 20. stoletja, intenzivneje pa v 1950-tih z deli Hurewicza, Whiteheada, Pontrjagina, Foxa, Whitneyja, Thoma, Kervairea, Smalea, Milnorja, Hirscha, Novikova, Thurstona, Donaldsona in drugih. V zadnjem obdobju se je pokazala globlja povezava med diferencialno topologijo in fiziko (teorija strun), kjer je med drugim gonilna sila Witten. Thom, Milnor, Smale, Novikov, Thurston in Witten so prejemniki Fieldsove medalje, Milnor pa tudi Abelove nagrade. Med pomembne slovenske raziskovalce na področju diferencialne topologije sodijo: Lukman, Mrčun, Pavešić, Vrabec.

## Diferencialna topologija in diferencialna geometrija
Diferencialno topologijo in diferencialno geometrijo opredeljuje njuna podobnost. Obe prvenstveno raziskujeta značilnosti diferenciabilnih mnogoterosti, včasih z različnimi strukturami.
Ena od glavnih razlik leži v naravi problemov, ki jih posamezna disciplina želi obravnavati. Po enem pogledu se diferencialna topologija razlikuje od diferencialne geometrije po raziskovanju večino tistih problemov, ki so po bistvu globalni. Iz zornega kota diferencialne topologije sta na primer svitkasti krof in kavna skodelica v nekem smislu enaka. To je po bistvu globalni pogled, po katerem z opazovanjem samo drobcenega (krajevnega) kosa enega ali drugega objekta ni moč razločiti ali sta ta dva objekta enaka v tem smislu. Zato je treba opazovati celotni (globalni) objekt.
Iz zornega kota diferencialne geometrije sta krof in kavna skodelica različna, ker ni moč zavrteti kavno skodelico tako, da se njena postavitev ujame s krofovo. To je tudi globalni način obravnavanja problema. Pomembna razlika pa je, da geometrija za odločitev oblike objekta ne potrebuje celotnega objekta. Z opazovanjem le drobnega dela ročaja skodelice se lahko odloči da se kavna skodelica razlikuje od krofa, ker je ročaj tanjši (oziroma bolj ukrivljen) kot katerikoli del krofa.
Diferencialna topologija, rečeno zgoščeno, raziskuje strukture na mnogoterostih, ki v nekem smislu nimajo zanimive krajevne strukture. Diferencialna geometrija pa raziskuje strukture na mnogoterostih, ki imajo zanimivo (ali včasih celo infinitezimalno) strukturo.
Bolj matematično gledano je problem konstruiranja difeomorfizma med dvema mnogoterostima enakih razsežnosti inherentno globalen, ker sta krajevno dve takšni mnogoterosti vedno difeomorfni. Enako je problem računanja količine na mnogoterosti, ki je invarianta pod diferenciabilno preslikavo, inherentno globalen, ker bo vsaka krajevna invarianta trivialna v smislu, da je že izkazana v topologiji {\displaystyle \mathbb {R} ^{n}\,}. Še več, diferencialna topologija se ne omejuje nujno na raziskovanje difeomorfizma. Simplektična topologija, poddisciplina diferencialne topologije, raziskuje globalne značilnosti simplektičnih mnogoterosti. Diferencialna geometrija raziskuje probleme, ki so lahko krajevni ali globalni, in imajo vedno kakšne netrivialne krajevne značilnosti. Zaradi tega lahko diferencialna geometrija raziskuje diferenciabilne mnogoterosti, opremljenimi s povezanostjo, metriko, (ki je lahko riemannovska, psevdoriemannovska ali Finslerjeva), posebno vrsto porazdelitve (kot je npr. struktura CR) in podobno.
To razlikovanje med diferencialno geometrijo in diferencialno topologijo je vseeno zamegljeno pri vprašanjih, ki se posebej nanašajo na invariante krajevnega difeomorfizma, kot je npr. tangentni prostor v točki. Diferencialna topologija se ukvarja tudi s takšnimi vprašanji, ki se posebej nanašajo na značilnosti diferenciabilnih preslikav na {\displaystyle \mathbb {R} ^{n}\,}, na primer tangentni sveženj, tokovni svežnji, Whitneyjev izrek o razširitvi itd.
Kljub temu pa razlikovanje postane jasnejše v abstraktnem okolju. Diferencialna topologija je raziskovanje (infinitezimalnih, krajevnih in globalnih) značilnosti struktur na mnogoterostih, ki so brez netrivialnih krajevnih modulov, diferencialna geometrija pa je raziskovanje (infinitezimalnih, krajevnih in globalnih) značilnosti struktur na mnogoterostih, ki imajo netrivialne krajevne module.